# Африн (регион федерации)
Регион Африн (курд. Herêma Efrînê, араб. مقاطعة عفرين‎, сир. ܦܠܩܐ ܕܥܦܪܝܢ) — один из регионов Автономии Северной и Западной Сирии. Существует с лета 2017 года. Был преобразован из автономного кантона Африн после провозглашения Демократической Федерации северной Сирии.

## История
Курды — ираноязычный народ проживающий в нескольких странах на Ближнем Востоке. Основная их часть проживает в Турции, Ираке, Сирии и Иране. Во время гражданской войны в Сирии курды активно воевали против террористической организвции ИГ, а также иногда против сирийской оппозиции и сирийского правительства.
Практически с самого начала гражданской войны были попытки создать автономию. В ноябре 2013 года PYD создала переходное автономное правительство. В конце января 2014 года, было объявлено о создании автономного кантона Африн, части курдской автономии в Сирии. Эта автономия планировалась на севере Сирии, в регионе именуемом «Сирийский Курдистан» или «Рожава».
В последние годы курды при поддержке западных стран, во главе с США, продвигают идеи создания федерации в Сирии. В результате в марте 2016 года автономия Рожавы была реорганизована в Демократическую Федерацию Рожавы и северной Сирии (позже было принято название без слова Рожава), а затем кантон Африн был заменён одноимённым регионом федерации.
С 20 января 2018 года Турция и ССА проводили операцию против курдских вооружённых формирований, связанных с РПК, считающейся в Турции террористической организацией. К концу марта большая часть региона Африн, включая одноимённый кантон и город, была занята Турцией и ССА. Турцией также заявлялись намерения занять оставшуюся часть региона Африн (кантон Шахба), и даже перейдя через Евфрат очистить всю границу от войск Рожавы.

## Административное деление

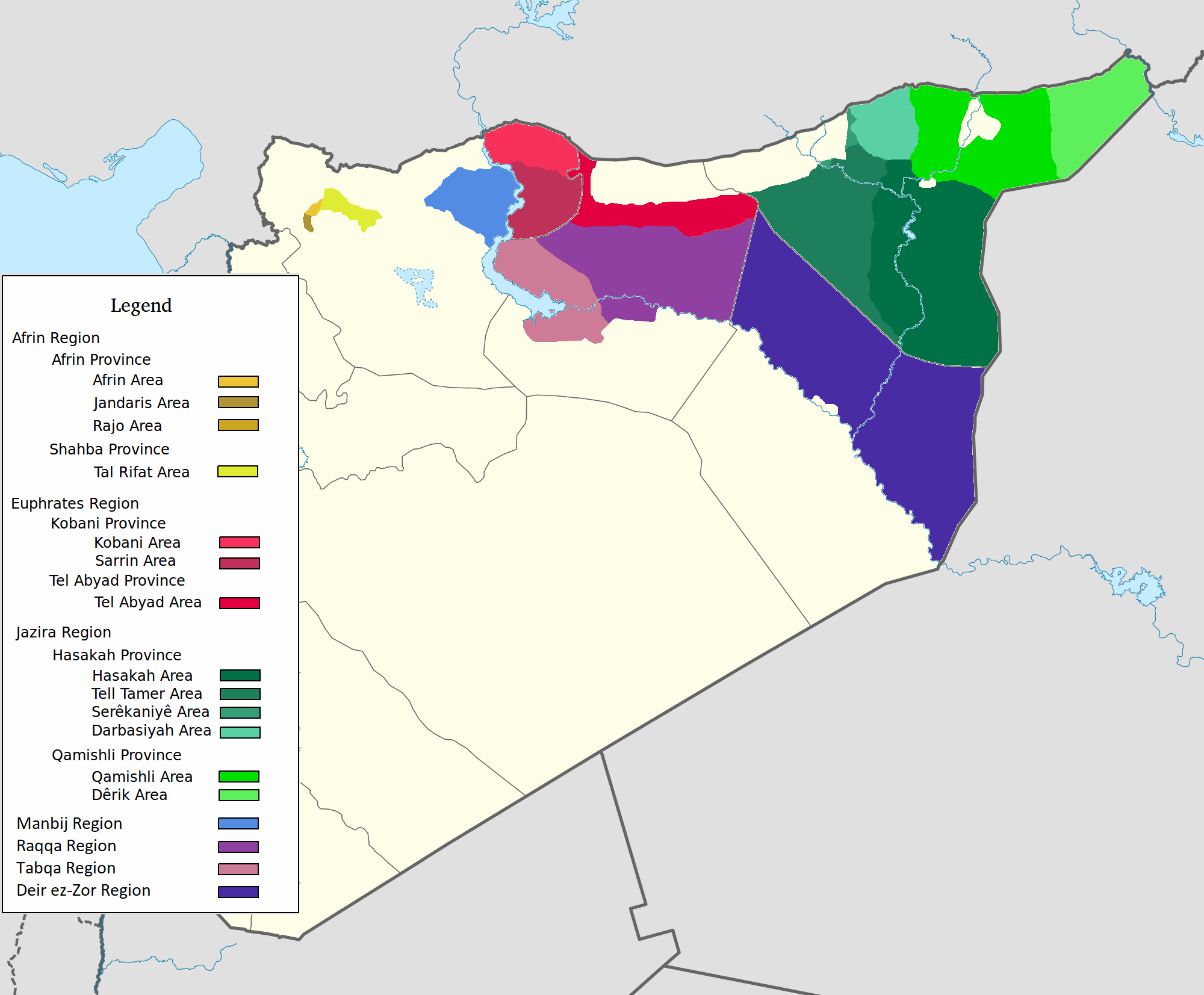
Административное деление федерации. Разными оттенками жёлтого цвета обозначены области региона Африн.

Федерация Северной Сирии состоит из регионов, каждый из которых поделён на кантоны. Кантоны в свою очередь поделены на области, а те на округа.
Регион Африн делится на кантоны Африн и Шахба.
Кантон Африн состоит из 3 областей: Африн, Джиндарис и Раджо. В составе области Африн кроме самого города и ближайших деревень есть округа Шерева, Маабатили, Шарран и Мейданка. Область Джиндарис состоит из самого города и ближайших деревень и округа Шие. Область Раджо состоит из одноимённого города и ближайших деревень, а также из округов Бюльбюль,  Майдана и Бахдина.
Кантон Шахба состоит из областей Телль-Рифат и Манбидж (Манбидж не имеет общих границ с оставшейся часть региона Африн, и из-за этого его иногда рассматривают как отдельную единицу). Область Телль-Рифат состоит из самого города и округов Ахраз, Фафин и Кафр Найа.